# Festival de la Cançó d'Eurovisió 1979
El XXIV Festival de la Cançó d'Eurovisió va tenir lloc el 31 de març de 1979 a Jerusalem, Israel. Els presentadors van ser Daniel Pe'er i Yardena Arazi.
El país amfitrió es va fer novament amb la victòria gràcies al tema "Hallelujah" de Gali Atari & Milk & Honey. La seva victòria ha estat un dels resultats més emocionants, ja que es va definir al final, quan Betty Missiego, que representava a Espanya, estava guanyant tan sols per 1 punt, i en la votació final, Espanya, que votava l'última, va atorgar 10 punts a Israel. Això va fer que el país jueu encapçalés el tauler.
La cantant belga, Micha Marah, estava molt descontenta amb la seva cançó Hey Nana, ja que va ser seleccionada en contra de la seva voluntat en la preselecció. Ella preferia una altra cançó, Comment ça va? Encara que va interpretar Hey Nana al festival, es va negar a gravar la cançó i encara és una de les poques cançons a Eurovisió que no tenen cap versió d'estudi.

## Resultats

Països participants.
Països que hi van participar al passat però no el 1979.

Israel va començar liderant, però França, el Regne Unit i Espanya també van obtenir molts punts en les tres primeres votacions, i els dos primers van arribar a liderar. Aviat, Israel va començar a treure un avantatge considerable. Ja en la segona part de les votacions, Espanya es va posicionar primera i Israel va baixar a un segon o tercer lloc, depenent de si França anava per davant o no dels israelians. El panorama es dibuixava a favor d'Espanya, però aviat Israel va aconseguir 3 vegades 12 punts. Quan quedaven per votar Àustria i Espanya, Àustria va afavorir Espanya perquè guanyessin per 1 punt, però en votar Espanya, va atorgar 10 punts a Israel. Aquell va ser un dels finals més emocionants i, finalment, Israel va quedar primer, Espanya segona i França tercera.
| #  | País i TV               | Intèrpret(s)                            | Cançó                         | Traducció                     | Idioma     | Lloc | Punts |
| -- | ----------------------- | --------------------------------------- | ----------------------------- | ----------------------------- | ---------- | ---- | ----- |
| 01 | Portugal RTP            | Manuela Bravo                           | Sobe, sobe, balão sobe        | Puja, puja, puja globus       | Portuguès  | 9    | 64    |
| 02 | Itàlia RAI              | Matia Bazar                             | Raggio di lluna               | Raig de lluna                 | Italià     | 15   | 27    |
| 03 | Dinamarca DR            | Tommy Seebach                           | Disco tango                   | -                             | Danès      | 6    | 76    |
| 04 | Irlanda RTÉ             | Cathal Dunne                            | Happy man                     | Home feliç                    | Anglès     | 5    | 80    |
| 05 | Finlàndia YLE           | Katri Helena                            | Katson sineen taivaan         | Estic mirant el cel blau      | Finès      | 14   | 38    |
| 06 | Mònaco TMC              | Laurent Vaguener                        | Notre vie c'est la musique    | La nostra vida és la música   | Francès    | 16   | 12    |
| 07 | Grècia ERT              | Elpida                                  | Sokrati                       | Sòcrates                      | Grec       | 8    | 69    |
| 08 | Suïssa SSR SRG          | Peter, Sue & Marc, Pfuri, Gorps & Kniri | Trödler und Co                | Ociós i companyia             | Alemany    | 10   | 60    |
| 09 | Alemanya Occidental ARD | Dschinghis Khan                         | Dschinghis Khan               | Gengis Khan                   | Alemany    | 4    | 86    |
| 10 | Israel IBA              | Gali Atari & Milk & Honey               | Hallelujah                    | Al·leluia                     | Hebreu     | 1    | 125   |
| 11 | França TF1              | Anne-Marie David                        | Je suis l'enfant soleil       | Sóc la nena sol               | Francès    | 3    | 106   |
| 12 | Bèlgica BRT             | Micha Marah                             | Hey Nana                      | -                             | Neerlandès | 18   | 5     |
| 13 | Luxemburg CLT           | Jeane Manson                            | J'ai déjà vu ça dans tes yeux | Ja he vist això als teus ulls | Francès    | 13   | 44    |
| 14 | Països Baixos NOS       | Xandra                                  | Colorado                      | -                             | Neerlandès | 12   | 51    |
| 15 | Suècia SR               | Ted Gärdestad                           | Satellit                      | Satèl·lit                     | Suec       | 17   | 8     |
| 16 | Noruega NRK             | Anita Skorgan                           | Oliver                        | -                             | Noruec     | 11   | 57    |
| 17 | Regne Unit BBC          | Black Lace                              | Mary Ann                      | Maria Anna                    | Anglès     | 7    | 73    |
| 18 | Àustria ORF             | Christina Simon                         | Heute in Jerusalem            | Avui a Jerusalem              | Alemany    | 19   | 5     |
| 19 | Espanya TVE             | Betty Missiego                          | Su canción                    | La seva cançó                 | Castellà   | 2    | 116   |

## Taula de votació
|                                     |               | Resultats |         |           |        |        |        |                     |        |        |         |           |               |        |         |            |         |         |    |    |
| Portugal                            | Itàlia        | Dinamarca | Irlanda | Finlàndia | Mònaco | Grècia | Suïssa | Alemanya Occidental | Israel | França | Bèlgica | Luxemburg | Països Baixos | Suècia | Noruega | Regne Unit | Àustria | Espanya |    |    |
| Participants                        | Portugal      |           | 6       | 0         | 0      | 2      | 5      | 0                   | 4      | 4      | 0       | 10        | 5             | 3      | 3       | 3          | 6       | 0       | 7  | 6  |
| Participants                        | Itàlia        | 8         |         | 0         | 0      | 8      | 0      | 0                   | 0      | 0      | 0       | 0         | 0             | 0      | 0       | 0          | 3       | 0       | 0  | 8  |
| Participants                        | Dinamarca     | 0         | 0       |           | 2      | 0      | 3      | 12                  | 1      | 10     | 12      | 6         | 7             | 4      | 8       | 1          | 0       | 3       | 3  | 4  |
| Participants                        | Irlanda       | 5         | 5       | 5         |        | 6      | 0      | 10                  | 6      | 6      | 3       | 0         | 10            | 7      | 0       | 8          | 5       | 4       | 0  | 0  |
| Participants                        | Finlàndia     | 0         | 7       | 0         | 0      |        | 0      | 7                   | 8      | 5      | 0       | 5         | 0             | 6      | 0       | 0          | 0       | 0       | 0  | 0  |
| Participants                        | Mònaco        | 1         | 2       | 4         | 0      | 0      |        | 0                   | 0      | 0      | 0       | 3         | 0             | 0      | 0       | 0          | 0       | 0       | 0  | 2  |
| Participants                        | Grècia        | 10        | 0       | 1         | 4      | 0      | 7      |                     | 7      | 2      | 10      | 4         | 1             | 5      | 7       | 2          | 0       | 0       | 2  | 7  |
| Participants                        | Suïssa        | 0         | 0       | 7         | 1      | 10     | 2      | 2                   |        | 7      | 4       | 7         | 0             | 0      | 0       | 0          | 8       | 0       | 12 | 0  |
| Participants                        | Alemanya      | 2         | 1       | 12        | 5      | 3      | 12     | 0                   | 0      |        | 6       | 12        | 4             | 1      | 2       | 6          | 0       | 8       | 0  | 12 |
| Participants                        | Israel        | 12        | 0       | 6         | 12     | 12     | 8      | 4                   | 5      | 0      |         | 1         | 2             | 8      | 1       | 12         | 12      | 12      | 8  | 10 |
| Participants                        | França        | 6         | 10      | 0         | 0      | 1      | 10     | 8                   | 10     | 0      | 5       |           | 6             | 12     | 12      | 5          | 7       | 6       | 5  | 3  |
| Participants                        | Bèlgica       | 0         | 0       | 2         | 0      | 0      | 0      | 0                   | 0      | 1      | 0       | 0         |               | 0      | 0       | 0          | 0       | 2       | 0  | 0  |
| Participants                        | Luxemburg     | 7         | 0       | 0         | 3      | 4      | 4      | 5                   | 3      | 0      | 0       | 2         | 0             |        | 4       | 0          | 2       | 10      | 0  | 0  |
| Participants                        | Països Baixos | 0         | 0       | 8         | 10     | 5      | 0      | 3                   | 0      | 3      | 7       | 0         | 3             | 0      |         | 4          | 4       | 0       | 4  | 0  |
| Participants                        | Suècia        | 0         | 0       | 0         | 6      | 0      | 0      | 1                   | 0      | 0      | 1       | 0         | 0             | 0      | 0       |            | 0       | 0       | 0  | 0  |
| Participants                        | Noruega       | 3         | 3       | 0         | 8      | 0      | 6      | 0                   | 0      | 0      | 2       | 0         | 8             | 2      | 6       | 10         |         | 7       | 1  | 1  |
| Participants                        | Regne Unit    | 4         | 8       | 10        | 7      | 7      | 1      | 0                   | 2      | 8      | 0       | 0         | 0             | 0      | 5       | 0          | 10      |         | 6  | 5  |
| Participants                        | Àustria       | 0         | 4       | 0         | 0      | 0      | 0      | 0                   | 0      | 0      | 0       | 0         | 0             | 0      | 0       | 0          | 0       | 1       |    | 0  |
| Participants                        | Espanya       | 0         | 12      | 3         | 0      | 0      | 0      | 6                   | 12     | 12     | 8       | 8         | 12            | 10     | 10      | 7          | 1       | 5       | 10 |    |
| LA TAULA ESTÀ ORDENADA PER APARICIÓ |               |           |         |           |        |        |        |                     |        |        |         |           |               |        |         |            |         |         |    |    |

### Màximes puntuacions
Després de la votació, els països que van rebre 12 punts (màxima puntuació que podia atorgar el jurat) van ser:
| Núm. | A                   | De                                                        |
| ---- | ------------------- | --------------------------------------------------------- |
| 6    | Israel              | Portugal, Irlanda, Finlàndia, Suècia, Noruega, Regne Unit |
| 4    | Alemanya Occidental | Dinamarca, Mònaco, França, Espanya                        |
| 4    | Espanya             | Itàlia, Suïssa, Alemanya, Bèlgica                         |
| 2    | Dinamarca           | Grècia, Israel                                            |
| 2    | França              | Luxemburg, Països Baixos                                  |
| 1    | Suïssa              | Àustria                                                   |

### Jurat espanyol
El jurat espanyol estava presentat per Manuel Almendros i format per la funcionària María del Carmen Díaz, la psicòloga Fuencis García, l'hostessa Felisa Olasagarre, l'actor Fernando Sancho, el model Adolfo Arlés, el director d'escola de vela Antonio Romero, l'estudiant Rosa María Samblas, l'estudiant Constanza Valverde, l'atleta Antonio Páez, la decoradora Lina Traspaderne i la infermera Alicia Puerto. Va actuar com a president Arturo Pérez, cap del Gabinet de Premsa de TVE.